# Lípa v Modlíkově
Památná lípa v Modlíkově je památný strom v obci Modlíkov, nachází se na pozemku obce na parcelním čísle 1391/1 na katastrálním území Modlíkov, na návsi ve středu obce v parčíku vedle kamenného kříže.

## Charakteristika a zajímavost
Druhově jde o Lípu malolistou (srdčitou) (tilia cordata). Památným stromem byla vyhlášena 24. února 2005, do ústředního seznamu byla zapsána 6. března 2005.
Lípa je v současnosti (2014 resp. 2005) vysoká 25 m, obvod kmene je 325 cm, šířka její koruny je 15 m, výška koruny 20 m. Lípa je víc než 200 let stará.
V květnu 2014 byla lípa společně s ostatními stromy v obci Modlíkov odborně ošetřena firmou Arboristika z Heřmanova Městce, práci zdrželo stanovisko obecního úřadu v Přibyslavi, který požadoval chemické ošetření pahýlů stromu. Firma požadavek odmítla splnit, protože chemické ošetřování řezů stromů už není povoleno. 